# Elisa (cantante italiana)
Elisa Toffoli (Trieste, Friuli-Venecia Julia, 19 de diciembre de 1977), conocida simplemente como Elisa, es una cantautora italiana. Su repertorio musical varía en diversos géneros musicales, escribiendo e interpretando especialmente rock, blues, soul y ambient. Es considerada una de las voces más bellas y hábiles del panorama musical italiano.[cita requerida] Se distingue por la particularidad de su falsete.

## Vida
Elisa Toffoli nació el 19 de diciembre de 1977 en Trieste, Italia. Creció en Monfalcone (Gorizia), un pequeño pueblo en el noreste de Italia, en la frontera con Austria y Eslovenia.
Desde su niñez, mostró una gran sensibilidad a las artes: bailaba, pintaba, actuaba, y escribía cuentos. Su amor por el arte creció aún más cuando se encontró a sí misma viajando a través de los poemas de Rudyard Kipling, así como las letras de Jim Morrison. Aun así, la evolución natural de su talento se revela a sí misma principalmente en la música. Cuando tenía sólo once años, comenzó a escribir sus primeras letras y melodías. Algunos años más tarde, su actitud por la música explotó, y Elisa comenzó a interpretar con diversas bandas locales. Fue un camino sin retorno. Alcanzó mayor popularidad a partir de su participación en el festival de San Remo 2001, con su canción en italiano Luce (tramonti a nord est).

## Vida personal
En mayo de 2009 comunicó, a través de su club de fanes, que esperaba un hijo de su compañero y guitarrista, Andrea Rigonat. Emma Cecile nació el 22 de octubre de 2009.

## Carrera

### Pipes & FlowersyAsile's World
A los dieciséis años, uno de sus demos fue escuchado por Caterina Caselli (Andrea Bocelli, Negramaro, Filippa Giordano, etc), quien inmediatamente percibió el talento de Elisa, y la envió a los Estados Unidos para mejorar su inglés y grabar su primer disco. Después de su primera experiencia norteamericana, en 1997, el álbum “Pipes & Flowers” fue puesto en venta bajo la casa de discos de Caterina Caselli, Sugar Music. Fue producido por Corrado Rustici (Whitney Houston, Zucchero, etc). La crítica y el público estaban entusiastas ante la tímida y pequeña joven que mantenía sus ojos cerrados mientras cantaba, pero que al mismo tiempo lograba liberarse a través de su voz y su música. Poco tiempo después, el álbum “Pipes & Flowers” fue puesto en venta en otros países europeos. En Italia, recibió muchos premios, comenzando con el Premio Tenco, un importante galardón que otorgan los críticos a los mejores discos del año. Le siguió el PIM (Premio Italiano a la Música). El cantante pop italiano Eros Ramazzotti le ofreció a Elisa la oportunidad de abrir sus conciertos en su gira por Europa, y ella aceptó.
El éxito del álbum “Pipes & Flowers” fue enorme. A pesar de esto, tomaría más de tres años el lanzamiento de un segundo álbum. En el 2000, el segundo álbum de Elisa fue lanzado, bajo el título de “Asile’s World” (la palabra “Asile” es Elisa al revés). Fue grabado en los Estados Unidos y Europa y fue producido por un equipo de diversos productores como Darren Allison, Howie B., Roberto Vernetti, Mauro Malavasi, y Leo Z. A diferencia de las letras de su primer álbum, estas nuevas letras eran más esenciales e introspectivas. Los sonidos escuchados en el disco previo se convirtieron en una búsqueda electrónica profunda y curiosa, permitiendo a Elisa probar su voz en distintas formas.

### El Festival de San Remo 2001
Elisa crece, y responde a quienes le insistían en el por qué de su decisión de escribir sólo en inglés con la canción “Luce (tramonti a nord est)”, una traducción al italiano del tema “Come Speak To Me”, que aún no había sido lanzado. Como no se sentía lista para escribir en italiano, fue ayudada por su madre con la traducción, además de contar con la preciosa contribución del cantante de blues italiano Zucchero, en las líneas del coro. Con dicha canción, Elisa logró ganar la 51.ª edición del Festival de Sanremo, el evento más importante de la música italiana. “Luce” fue agregada a una nueva versión del disco de “Asile’s World” y el éxito de Elisa en Italia creció excesivamente. Todos amaban la canción, y la buena recepción le permitió recibir muchos premios, desde los Premios Italianos de Música (PIM) hasta los MTV Europe Music Awards, como el Mejor Acto Italiano.
En ese mismo año Elisa participa en el Concierto de Navidad en la Ciudad del Vaticano cantando frente al Papa Juan Pablo II junto a artistas como Tiziano Ferro, Dolores O'Riordan (vocalista de The Cranberries), Gabriell, Westlife, entre otros.

### Tercer álbum y lanzamiento internacional
El tercer álbum de Elisa fue titulado “Then Comes the Sun” y llegó a las tiendas en el 2001. Esta vez abandona los arreglos electrónicos (“los arreglos son como un vestido para la canción”, diría más tarde) y se enfoca en la simplicidad de su mensaje, con el ambicioso propósito de poner el corazón como el centro de atención, así como dejar yacer el alma desnuda. En el 2002, Elisa forma parte de la ceremonia de clausura de las Olimpiadas de Invierno en Salt Lake City (USA), y en Pavarotti & Friends, en donde hace dueto con Luciano Pavarotti en "Voglio Vivere Così".
Una especie de versión internacional del álbum “Then Comes The Sun” fue lanzada en más de veinte países, como Alemania, España, los Países Bajos, Noruega, Suecia, Sudáfrica y Nueva Zelanda. Se titulaba simplemente “Elisa”, siendo “Come Speak To Me” el primer sencillo.
En octubre, Elisa, más versátil que nunca, fue invitada por Giovanni Sollima, un violonchelista y compositor, para ser el personaje principal de “Ellis Island”, una ópera musical sobre los inmigrantes del mundo entero y sus esperanzas de entrar a los Estados Unidos por una mejor vida. La ópera se estrenó en el Teatro Massimo de Palermo. Elisa hizo el papel de Felicita encarando una nueva y diferente forma de cantar. En 2003, Gabriele Muccino, un famoso director italiano conocido en el extranjero por la cinta “En Busca de la Felicidad” (Pursuit of Happyness), le pidió a Elisa grabar una nueva versión de una excelente canción italiana llamada “Almeno Tu Nell’ Universo”, para su nueva cinta “Acuérdate de Mí” (Ricordati di Me). La letra de la canción fue escrita por Bruno Lauzi, y fue una favorita italiana debido al gran éxito de Mia Martini. A pesar de ello, la versión delicada de Elisa ha logrado conmover a mucha gente.

### Álbum Acústico yPearl Days
En noviembre del 2003 salió a la venta el cuarto disco, “Lotus”, producido por la misma Elisa y grabado en analógico y en toma directa. En él, la artista busca redescubrir el calor de ciertas sonoridades de los años setenta.
A través de este proyecto, Elisa reunió algunas canciones de sus discos previos y les dio arreglos musicales completamente diferentes, mostrando claramente su habilidad como productora y su crecimiento personal. En “Lotus” también están presentes algunos temas inéditos, así como un tributo a Velvet Underground y Nico (“Femme Fatale”), y a Leonard Cohen y Jeff Buckley, con una conmovedora versión de “Hallelujah”.
Después de una larga gira en estadios y teatros, para recrear las atmósferas íntimas del álbum, y de vender más de 300,000 copias de “Lotus”  (tan solo en Italia), Elisa regresó a los Estados Unidos, en donde comenzó a trabajar con el famoso productor norteamericano Glen Ballard (Anastacia, Alanis Morissette, Christina Aguilera, Shakira, Aerosmith, Aretha Franklin, Josh Groban, etc.) en un nuevo álbum. Así, el 15 de octubre del 2004 salió a la venta en Italia el disco “Pearl Days”, álbum rock lleno de energía y vitalidad. En este trabajo, Elisa fue acompañada también de músicos excepcionales como Matt Chamberlain, baterista de Tori Amos y Macy Gray (que ayudó en la sesión rítmica), Michael Landau y Tim Pierce, guitarristas de Phil Collins, Jon Bon Jovi y Rod Stewart. “Pearl Days” fue respaldado por una larga gira que llevó a Elisa a tocar de nuevo por toda Italia.
En octubre de 2005, llegó a la radio el nuevo sencillo inédito, “Swan”, canción principal de la película “Melissa P.” del director Luca Guadagnino. El tema marca la segunda vez que Elisa graba una canción para una película, pero en esta ocasión, colabora además con el músico español Lucio Godoy en la composición de la banda sonora completa. La experiencia se repetiría al año siguiente con una pequeña producción cinematográfica de su región, “Lintver”, una especie de mezcla entre ficción y documental con gran profundidad histórico-cultural, y sugestión poética.
El 2 de julio de 2005 Elisa canta, junto a artistas del calibre de Laura Pausini, Zucchero, Renato Zero, Luciano Ligabue, Negrita, Cesare Cremonini en el escenario del Live 8 Roma, una manifestación en contra del hambre y pobreza en África y en favor de la cancelación de las deudas de los países pobres.
En el 2006, Elisa escribió y produjo “Teach Me Again”, que la llevó a hacer dueto con la artista internacional Tina Turner. Realizada con fines benéficos, la canción fue el tema principal de la película internacional “All The Invisible Children”, comisionada por la UNICEF como soporte de la infancia abandonada. La cinta reunió cortometrajes de la autoría de importantes cineastas como Mehdi Charef, Emir Kusturica, Spike Lee, Kátia Lund, Jordan Scott, Ridley Scott, Stefano Veneruso y John Woo. “Teach Me Again” se mantuvo en los primeros lugares de ventas en Italia, y fue publicada además en Alemania, Grecia, Suiza, España, Portugal, y en algunos otros Países Europeos.
El 26 de febrero de 2006 se presenta en la Ceremonia de Clausura de las Olimpiadas de Turín cantando Luce (Tramonti a Nord Est) junto a cantantes de fama internacional como Andrea Bocelli, Avril Lavigne y Ricky Martin.

### Compilación de 10 años de Carrera
El 20 de octubre de 2006, llegó a la radio italiana “Gli Ostacoli Del Cuore”. La canción, escrita enteramente por el roquero italiano Luciano Ligabue, se incluyó en la primera recopilación de grandes éxitos de la carrera de Elisa, publicada el 17 de noviembre, del mismo año, con el título de “Soundtrack ’96-‘06”. El disco celebra los primeros diez años de vida artística de la cantante de Monfalcone. Inició en segunda posición en las clasificaciones y de allí fue tocada más veces hasta llegar a la cumbre, superando el medio millón de copias vendidas tan sólo en Italia.
Además de la canción con Ligabue, “Soundtrack' 96 -' 06” contiene otros tres temas inéditos: “Qualcosa che non c’è”, primer tema escrito por Elisa enteramente en italiano sin ninguna versión en inglés, “Eppure Sentire”, con música de Paolo Buonvino y letra de Elisa (tema principal de la película “Manual de Amor – Corregido y Aumentado” y “Stay” (dedicada a su padre). A inicios del 2007 inició una breve gira promocional en los estadios y teatros. Cada fecha se agotó. Se decidió entonces proponer una segunda parte de la gira. El resultado fue el mismo.
El 2 de marzo de 2007 se presenta en la 57.ª edición del Festival de Sanremo, cantando 3 de sus grandes éxitos : Luce, que la vio ganadora en el 2001, Almeno Tu Nell'Universo y Eppure Sentire (Un Senso Di Te). Al término de su presentación Pippo Baudo le hizo entrega del Disco de Diamante por las casi 500,000 copias vendidas de su disco Soundtrack '96-'06.
El disco "Soundtrack 96-06" escala la lista de álbumes más vendidos, permaneciendo en primer lugar por 15 semanas. El 6 de junio Elisa recibe el Wind Music Award por las 600.000 copias vendidas del álbum. En este mismo mes, surge nuevamente un interés hacia Elisa, especialmente en Estados Unidos, donde el sencillo "Dancing" fue incluido como parte de la coreografía del popular programa "So You Think You Can Dance". La canción llegó al Top 100 de iTunes por primera vez después del programa.
El 5 de julio de 2007, se convierte en invitada de Andrea Bocelli en el Teatro del Silenzio de Lajatico, para el concierto que el tenor ofrece en su ciudad natal, ambos realizan un dueto en la canción 'La voce del silenzio', presentándose también con su canción: Dancing. De este concierto ha sido realizado sucesivamente el álbum 'Vivere. Live in Tuscany'.
El 20 de julio del mismo año se lanza en diversos países, europeos y no Caterpillar, la versión internacional de Soundtrack '96-'06 pensado para el lanzamiento de Elisa en el extranjero. El trabajo, incluye una lista de canciones diferente a la versión italiana, y reúne algunos temas reorganizados para lla ocasión, sacados del repertorio decenal de Elisa. El sencillo elegido para el lanzamiento europeo de este proyecto es “Stay”.

### La música de Elisa desembarca en los Estados Unidos
El 15 de julio de 2008 se publica el álbum Dancing en los Estados Unidos, mientras que el 25 de agosto es lanzado (física y digitalmente) en Canadá.
La salida del álbum sigue el éxito de la canción Dancing (a la venta en iTunes de Estados Unidos en EP), canción que obtuvo una enorme aceptación por haber sido utilizada en una coreografía del programa televisivo estadounidense So You Think You Can Dance?.
Del álbum, después del EP de Dancing, es lanzando como sencillo la canción "Rainbow", la cual se lanza en una versión inédita en remix de Glen Ballard. En el video realizado para este remix es protagonista la bailarina estadounidense Lacey Schwimmer, que junto a su compañero habían bailado en las notas de Dancing en el popular programa americano.
Después de algunas presentaciones veraniegas para emisoras radiofónicas americanas, está previsto para los últimos meses del 2008 una gira de Elisa en Norteamérica, con una serie de fechas que continúan con el éxito en tierras estadounidenses ocurrido el 8 de abril de 2008 en el Joe's Pub de Nueva York, templo de la música alternativa y plataforma de lanzamiento para muchos artistas extranjeros.

### La participación en Domani 21/04/2009 y 'Amiche Per L'Abruzzo'
Entre abril y junio de 2009 Elisa participa en dos iniciativas a favor de la reconstrucción de L'Aquila afectado por un terremoto. El 21 de abril de 2009 participa en la grabación del sencillo Domani 21/04/09 proyecto realizado a iniciativa de Jovanotti y del líder de Negramaro Giuliano Sangiorgi. El 21 de junio, en el Estadio Giuseppe Meazza de Milán ha sido una de las madrinas del mega concierto Amiche per l'Abruzzo junto a Laura Pausini, Gianna Nannini, Fiorella Mannoia y Giorgia, este proyecto nació por una idea de la misma Laura Pausini; al elenco de artistas se han agregado ciento doce artistas italianas mujeres, de las cuales cuarenta y seis actuaron en el escenario.

### Sexto Álbum: Heart
El 21 de septiembre de 2009 en el sitio oficial ha iniciado la publicación de una serie de videos sobre el trabajo del nuevo álbum de inéditos, titulado Heart, que saldrá a la venta el 13 de noviembre, seguido por una gira en la primavera del 2010. El 16 de octubre se lanza el sencillo Ti vorrei sollevare en el Elisa realiza un dueto con Giuliano Sangiorgi del grupo Negramaro.

## Discografía

### Álbumes
| Año  | Título                                           | Lista de álbumes en Italia | Ventas  |
| ---- | ------------------------------------------------ | -------------------------- | ------- |
| 1997 | Pipes & Flowers                                  | 9                          | 300,000 |
| 2000 | Asile's World                                    | 5                          | 250,000 |
| 2001 | Then Comes the Sun                               | 10                         | 300,000 |
| 2002 | Elisa (álbum internacional)                      | /                          | /       |
| 2003 | Lotus                                            | 2                          | 280,000 |
| 2004 | Pearl Days                                       | 2                          | 160,000 |
| 2006 | Soundtrack '96-'06 (compilación)                 | 1                          | 600,000 |
| 2007 | Caterpillar (compilación, version internacional) | 34                         | -       |
| 2007 | Soundtrack live '96-'06 - cd + dvd               | 11                         | 70,000  |
| 2008 | Dancing (U.S & Canada)                           |                            |         |
| 2009 | Heart                                            | 1                          | 200,000 |
| 2010 | Ivy                                              | 4                          |         |
| 2013 | L'anima vola                                     | 1                          |         |
| 2016 | On                                               |                            |         |

### Sencillos
| Año  | Título                                       | Italian chart    | European chart | Álbum                                                   |
| ---- | -------------------------------------------- | ---------------- | -------------- | ------------------------------------------------------- |
| 1997 | Sleeping in Your Hand                        | 5                |                | Pipes & Flowers                                         |
| 1997 | Labyrinth                                    | 1                | 79             | Pipes & Flowers                                         |
| 1997 | A Feast for Me                               | 11               |                | Pipes & Flowers                                         |
| 1998 | Mr. Want                                     | 21               |                | Pipes & Flowers                                         |
| 1998 | So Delicate So Pure (publicado en Holanda)   | 24 (en Holanda)  |                | Pipes & Flowers                                         |
| 1998 | Cure Me                                      | 24               |                | Pipes & Flowers                                         |
| 2000 | Gift                                         | 7                | 80             | Asile's world                                           |
| 2000 | Happiness Is Home                            | 19               |                | Asile's world                                           |
| 2000 | Asile's World (Bedroom Rockers remix)        | 25               |                | Asile's world                                           |
| 2001 | Luce (tramonti a nord-est)                   | 1                | 18             | Asile's world                                           |
| 2001 | Heaven out of Hell                           | 1                |                | Then comes the sun                                      |
| 2002 | Rainbow (Bedroom Rockers remix)              | 5                | 38             | Then comes the sun                                      |
| 2002 | Time (Planet Funk Remix)                     | 42               |                | Then comes the sun                                      |
| 2002 | Fever (publicado en Alemania)                | 46 (en Alemania) |                | Then comes the sun                                      |
| 2002 | Dancing                                      | 7                |                | Then comes the sun                                      |
| 2002 | Come Speak To Me                             | /                | 18             | Elisa                                                   |
| 2002 | Háblame (publicado en España)                | /                |                | Elisa                                                   |
| 2002 | Heaven                                       | /                | 21             | Elisa                                                   |
| 2003 | Almeno Tu Nell'Universo                      | 1                | 22             | Lotus                                                   |
| 2003 | Broken                                       | 1                | 25             | Lotus                                                   |
| 2004 | Electricity                                  | 33               |                | Lotus                                                   |
| 2004 | Together                                     | 7                | 76             | Pearl days                                              |
| 2004 | The Waves                                    | 9                |                | Pearl days                                              |
| 2005 | Una Poesía Anche Per Te                      | 1                | 22             | Pearl days                                              |
| 2005 | Swan                                         | 3                | 27             | Banda sonora de Melissa P.                              |
| 2006 | Teach Me Again (con Tina Turner)             | 1                | 20             | Banda sonora de All the Invisible Children              |
| 2006 | Gli Ostacoli del Cuore (con Luciano Ligabue) | 1                | 26             | Soundtrack '96-'06                                      |
| 2007 | Eppure Sentire (Un Senso di Te)              | 2                | 43             | Soundtrack'96-'06                                       |
| 2007 | Stay                                         | 4                | 48             | Soundtrack '96-'06/Caterpillar                          |
| 2007 | Qualcosa Che Non C'è                         | 17               |                | Soundtrack '96-'06/Soundtrack live '96-'06              |
| 2009 | Ti vorrei sollevare                          | 1                | 23             | Heart                                                   |
| 2010 | Anche se non trovi le parole                 |                  |                | Heart                                                   |
| 2010 | Someone to Love                              |                  |                | Heart                                                   |
| 2010 | Nostalgia                                    |                  |                | Ivy                                                     |
| 2011 | Sometime Ago                                 |                  |                | Ivy                                                     |
| 2011 | Love Is Requited                             | 37               |                | Banda sonora de Someday This Pain Will Be Useful To You |
| 2013 | Ancora Qui (con Ennio Morricone)             | 41               |                | Banda sonora de Django Unchained                        |
| 2013 | L'Anima Vola                                 | 2                |                | L'anima vola                                            |
| 2013 | Ecco Che                                     | 22               |                | L'anima vola                                            |
| 2014 | "Un Filo Di Seta Negli Abissi"               | 39               |                | L'anima vola                                            |
| 2014 | "Pagina Bianca"                              |                  |                | L'anima vola                                            |
| 2014 | "Maledetto Labirinto"                        |                  |                | L'anima vola                                            |
| 2014 | "A Modo Tuo"                                 | 18               |                | L'anima vola                                            |
| 2016 | "No Hero"                                    | 8                |                | TBA                                                     |

## Colaboraciones
- El disco de Elisa "Then comes the sun" es utilizado en la película "CASOMAI" Traducida al español como "COMPROMETETE", una película que versa sobre el matrimonio.
- Nottetempo con La Comitiva
- Nessuna certezza con Tiromancino
- Vivere forte con Avion Travel
- Rachel and the Storm con Casa del vento
- Opera con Jade
- Quando dici amore con Ron
- Forgiveness  con Antony and the Jonhsons
- Teach Me Again con Tina Turner
- Rage & Dust con Corrado Rustici
- Gli ostacoli del cuore con Luciano Ligabue
- Rainbow Live para el DVD Amiche per l'abruzzo con Laura Pausini
- Tra Te E il Mare Live para el DVD Amiche per l'abruzzo con Laura Pausini
- Hollowed para el álbum Memorial con Soen

## Composiciones
- Anyway para Filippa Giordano.
- Fly Me Away para Filippa Giordano.
- World Has Got the Fever para Gazosa.
- Smile para Spacer.
- Finché vivrò (solo música) para Dennis Fantina.
- Tempesta (solo música) para Simona Bencini.